# Лакан, Изабель
Изабель Лакан (фр. Ysabelle Lacamp; 7 ноября 1954[…], Нёйи-сюр-Сен — 26 июня 2023, XVII округ Парижа) — французская писательница и актриса.

## Биография
Родилась 7 ноября 1954 года в городе Нёйи-сюр-Сен, департамент О-де-Сен, в семье журналиста и писателя Макса Оливье-Лакана (1914-1983) и кореянки Пхен-Ю Хен. Изучала китайский и корейский языки в Школе восточных и африканских исследований в Лондоне и Национальном институте восточных языков и культур в Париже.
В 1975 году дебютировала в кино с небольшой ролью в эротическом фильме «Эммануэль 2» с Сильвией Кристель. В 1980 году исполнила одну из второстепенных ролей в мелодраме Клода Берри «Я вас люблю» с Катрин Денёв, Жераром Депардьё и Сержем Генсбуром. В 1983 году появилась в криминальном фильме Жака Дере «Вне закона» с Жаном-Полем Бельмондо в главной роли. По телевидению играла в сериалах «Расследование комиссара Мегре», «Последние пять минут», ситкоме «Марк и Софи», детективном минисериале «Фабио Монтале» с Аленом Делоном, и других. Также работала на дубляже сериалов «Династия» и «Твин Пикс».
В 1986 году вышел её первый роман «Поцелуй дракона».
В 1987 году дебютировала как певица, выпустив сингл Baby Bop. В 1989 году записала еще один сингл Je t'aime, je t'aime. В следующем году вышел её миниальбом с таким же названием.
В 2003 году награждена премией Cabri d'or Севенской академии за роман «Человек без оружия», вышедший годом ранее в издательстве «Сёй».
Начиная с 2003 года, в течение трёх лет работала ведущей культурной телепрограммы «За городом» (фр. Hors la ville) на канале France 3.
Изабель Лакан скончалась 26 июня 2023 в Париже от рака в 68-летнем возрасте. После кремации прах был захоронен в семейном склепе на кладбище города Монобле в департаменте Гар.